# Holecz András
Holecz András (Szerencs, 1792. november 10. – ?) mérnök.

## Életpályája
Műszaki tanulmányait 1816-ban fejezte be. Huszár Mátyás vezetésével, Bogovich Károllyal együtt részt vett a Tisza–Körös–Hortobágy vízrajzi felmérés munkálataiban. Ő volt a Hortobágy és a  Tisza kapcsolatának elgátolására készített terv alkotója.
1829-ben Borsod vármegye mérnökeként készítette el a vízrajzi adatokban gazdag összefoglaló beszámolóját a Tisza folyó Burától Tokajig való szintezéséről, valamint a folyószakasz térképezéséről.